# Laanstraat 67 (Baarn)

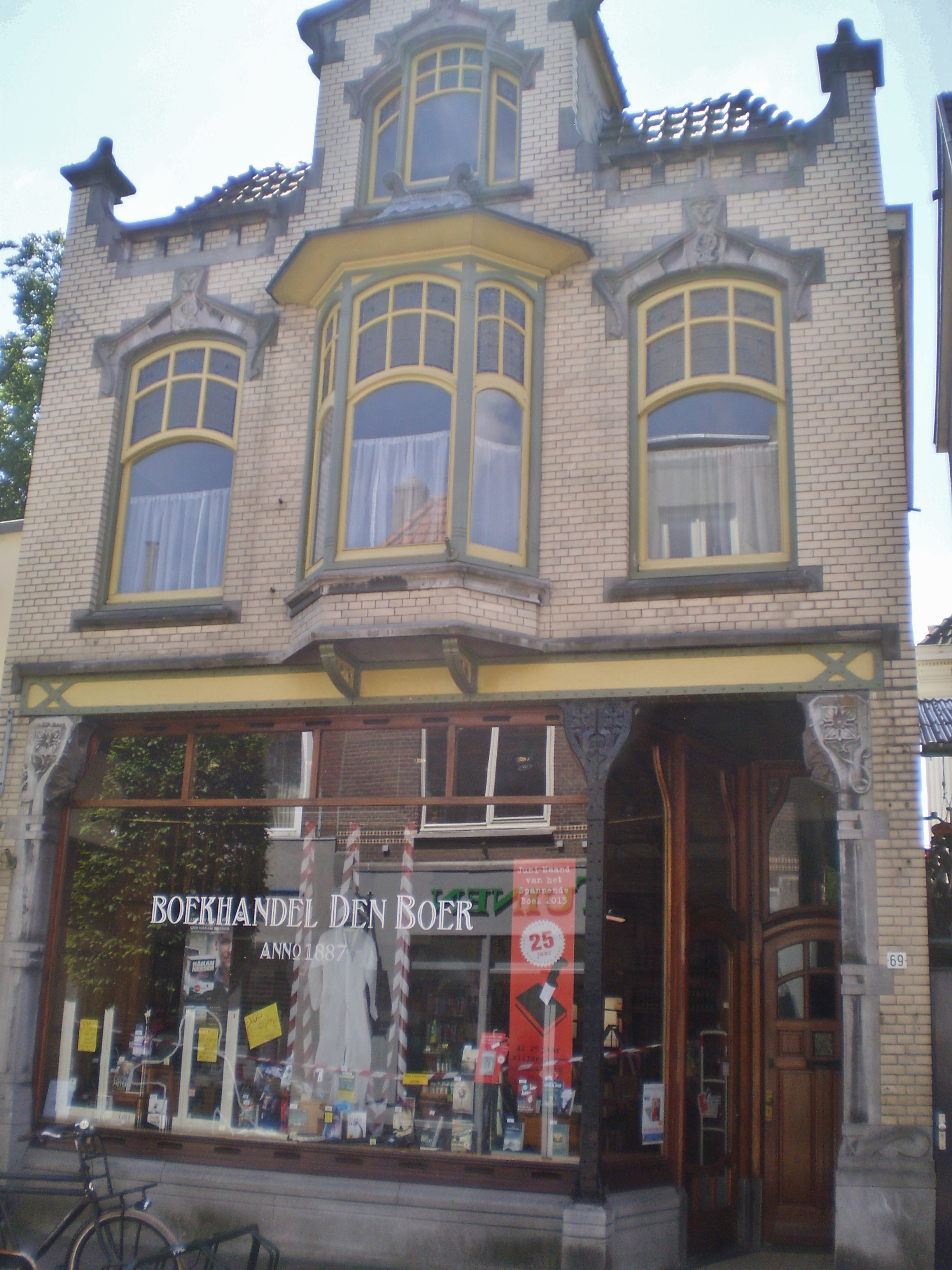
Laanstraat 67

Laanstraat 67-69 is een gemeentelijk monument in Baarn in de provincie Utrecht.
Het woon-winkelpand is geheel in jugendstil, waarbij gebruik is gemaakt van dure materialen als witte verblendsteen en natuursteen. Vanaf de bouw voor de heer H.J. den Boer is er een boekhandel in gevestigd geweest. Na een grote verbouwing ontstond het huidige uiterlijk. Het pand op nummer 67 is begin 21e eeuw bij de winkel getrokken. Op de verdieping is een driezijdige erker. 
Binnen is het oude interieur bewaard gebleven. Zo zijn er vaste kasten met roeden glasdeurtjes.

## Laanstraat
Het eerste deel vanaf de Brink tot de Oranjestraat heette vroeger de Holle Weg. Deze sloot een eind westelijker aan op de Oude Utrechtseweg. Toen dit eerste deel van de Holle weg in 1864 verhard werd, kreeg het de naam Oranjestraat. In 1876 werd de steeg tussen de Oranjestraat en de Stationsweg verbreed. Deze steeg kreeg ook de naam Oranjestraat. Inmiddels was de rest van de Holle weg verhard, waarna dit deel de naam Laanstraat kreeg, naar de destijdse burgemeester Laan. De Laanstraat ontwikkelde zich na de aanleg van de spoorlijn tot de hoofdstraat van Baarn. De Laanstraat begon dus niet bij de Brink, maar een stuk westelijker. Omdat dit oudste deel van de Oranjestraat in het verlengde van de Laanstaat lag, kreeg het later ook de naam Laanstraat. 
Aan de Laanstraat staat ook het oude deel van het gemeentehuis van Baarn, dat in 1906 op de plaats van ville Mes Délices werd gebouwd.